# 278年
| 千纪： | 1千纪                                                                                           |
| 世纪： | 2世纪 \| 3世纪 \| 4世纪                                                                         |
| 年代： | 240年代 \| 250年代 \| 260年代 \| 270年代 \| 280年代 \| 290年代 \| 300年代                       |
| 年份： | 273年 \| 274年 \| 275年 \| 276年 \| 277年 \| 278年 \| 279年 \| 280年 \| 281年 \| 282年 \| 283年 |
| 纪年： | 戊戌年（狗年）；东吴天纪二年；西晋咸寧四年                                                      |

## 大事记
- 西晉涼州刺史楊欣與秃发树机能之党若罗拔能在武威郡交战，兵败而死，河西地區與西晉道路斷絕，馬隆自薦西征大敗禿髮樹機能，平定涼州。

## 各国领袖

### 亞洲
- 中國
  - 西晋皇帝：晋武帝司马炎（265年－290年）
  - 孙吴皇帝：吴末帝（乌程侯）孙皓（264年－280年）
- 拓跋部 - 拓跋悉鹿，鲜卑大人（277年－286年）
- 铁弗 - 誥升爰，鲜卑大人（272年－309年）
- 朝鲜半岛（朝鲜三国时代）
  - 百济 - 古尔王，百济王 （234年－286年）
  - 伽耶 - 麻品王，伽耶君主（259年－291年）
  - 高句丽 - 西川王，高句丽王（270年－292年）
  - 新罗 - 味邹尼師今，新罗王（262年－284年）
- 亚美尼亚- 梯里达底三世，亚美尼亚王（252年－287年）
- 伊比利亚 - Aspacures一世，伊比利亚国王（265年－284年）
- 巴克特里亞与健馱邏國- Hormizd一世（265年－295年）
- 波斯萨珊王朝 - 巴赫拉姆二世，波斯国王（276年－293年）
- 印度笈多王朝 - 室利笈多（英语：Gupta (king)），笈多国王（240年－280年）
- 泰米尔哲罗王朝 - Perumkadungo（257年－287年）
- 西薩特拉普王朝- 
  1. Rudrasen二世（256年－278年）
  2. Bhratadaman（278年－295年）

### 欧洲
- 罗马帝国 - 马库斯·奥里利乌斯·普罗布斯，罗马皇帝（276年－282年）

### 非洲
- 库施王朝 - Malegorobar（266年－283年）
- 阿克苏姆王国王朝 - Endubis（c.270－c.300年）

## 逝世
- 羊祜，西晉重要將領（221年出生，57岁）
- 郤正，蜀漢、西晉官員
- 傅玄，晉初文學家（217年出生，61岁）
- 羊徽瑜，晋景献皇后，晋景帝司马师之妻。
- 曹宇，曹魏曹操之子，曹涣之父。魏国燕王。
- 楊欣，曹魏、西晉官員。